# Lars Hjorth
Lars Hjorth (Oslo, 15 agosto 1959) è un ex calciatore norvegese, di ruolo attaccante.

## Carriera

### Club

#### La prima esperienza al Lyn Oslo
Hjorth giocò per il Lyn Oslo dal 1977 al 1982. Esordì in squadra il 1º maggio 1977, nella vittoria per 4-0 sul Grue. Sempre contro il Grue, nella sfida di ritorno del 31 luglio successivo, realizzò la prima rete: contribuì quindi al successo per 0-6 del Lyn Oslo. In quella stagione, la sua squadra centrò la promozione nella 1. divisjon. Il 23 aprile 1978, debuttò nella massima divisione norvegese: sostituì Ola Dybwad-Olsen nel pareggio a reti inviolate contro il Bodø/Glimt. Il 27 maggio realizzò il primo gol in questo campionato, nella vittoria per 2-3 sul campo del Moss. A fine stagione, il Lyn Oslo retrocesse, ma nel campionato 1979 si riguadagnò immediatamente la promozione. Hjorth e i suoi compagni disputarono due annate nella 1. divisjon, prima di retrocedere ancora al termine del campionato 1981.

#### Stabæk e Brann
Nel 1982, Hjorth ha militato nelle file dello Stabæk, in 3. divisjon.
Nel 1983, Hjorth si trasferì al Brann, formazione neopromossa nella 1. divisjon. In due stagioni, totalizzò 40 presenze e una rete, includendo le partite nella Norgesmesterskapet. Al termine del primo anno, il Brann retrocesse nella 2. divisjon. Hjort contribuì comunque alla promozione del campionato 1984.

#### Il ritorno al Lyn Oslo e le serie minori
Nel 1985, Hjort tornò al Lyn Oslo e vi rimase fino all'anno seguente. Il club si trovava nella 3. divisjon e l'attaccante mise a referto 4 reti in 11 incontri. Successivamente, ha lasciato il calcio ad alto livello, sostenendo di sentirsi troppo stressato. Nel 1987 ha giocato nel Bærum, mentre nel 1989 è stato in forza al Lommedalen.

### Nazionale
Hjort conta 10 presenze e una rete per la Norvegia under 21. Esordì il 22 giugno 1978, nella sconfitta per 1-0 contro la Danimarca under 21. Sempre contro la Danimarca Under-21, ma in data 4 giugno 1980, mise a referto l'unica rete in Nazionale, in una partita che si concluse sul punteggio di 1-1.

## Statistiche

### Presenze e reti nei club
| Stagione        | Club            | Campionato      | Campionato | Campionato | Coppe nazionali | Coppe nazionali | Coppe nazionali | Coppe continentali | Coppe continentali | Coppe continentali | Supercoppe | Supercoppe | Supercoppe | Totale | Totale |
| Stagione        | Club            | Comp            | Pres       | Reti       | Comp            | Pres            | Reti            | Comp               | Pres               | Reti               | Comp       | Pres       | Reti       | Pres   | Reti   |
| --------------- | --------------- | --------------- | ---------- | ---------- | --------------- | --------------- | --------------- | ------------------ | ------------------ | ------------------ | ---------- | ---------- | ---------- | ------ | ------ |
| 1977            | Lyn Oslo        | 2D              | 13         | 4          | CN              | 1               | 0               | -                  | -                  | -                  | -          | -          | -          | 14     | 4      |
| 1978            | Lyn Oslo        | 1D              | 19         | 3          | CN              | 2               | 0               | -                  | -                  | -                  | -          | -          | -          | 21     | 3      |
| 1979            | Lyn Oslo        | 2D              | 18         | 3          | CN              | 4               | 0               | -                  | -                  | -                  | -          | -          | -          | 22     | 3      |
| 1980            | Lyn Oslo        | 1D              | 21         | 2          | CN              | 2               | 1               | -                  | -                  | -                  | -          | -          | -          | 23     | 3      |
| 1981            | Lyn Oslo        | 1D              | 17         | 0          | CN              | 3               | 0               | -                  | -                  | -                  | -          | -          | -          | 20     | 0      |
| 1982            | Stabæk          | 3D              | 19         | 2          | -               | -               | -               | -                  | -                  | -                  | -          | -          | -          | 19     | 2      |
| 1983            | Brann           | 1D              | 12         | 0          | CN              | 2               | 1               | CdC                | 0                  | 0                  | -          | -          | -          | 14     | 1      |
| 1984            | Brann           | 2D              | 20         | 0          | CN              | 6               | 0               | -                  | -                  | -                  | -          | -          | -          | 26     | 0      |
| Totale Brann    | Totale Brann    | Totale Brann    | 32         | 0          |                 | 8               | 1               |                    | 0                  | 0                  |            | -          | -          | 40     | 1      |
| 1985            | Lyn Oslo        | 3D              | 4          | 3          | CN              | 0               | 0               | -                  | -                  | -                  | -          | -          | -          | 4      | 3      |
| 1986            | Lyn Oslo        | 3D              | 7          | 1          | CN              | 2               | 1               | -                  | -                  | -                  | -          | -          | -          | 9      | 2      |
| Totale Lyn Oslo | Totale Lyn Oslo | Totale Lyn Oslo | 99         | 16         |                 | 14              | 2               |                    | -                  | -                  |            | -          | -          | 113    | 18     |
| Totale          | Totale          | Totale          | 150+       | 18+        |                 | 22+             | 3+              |                    | 0                  | 0                  |            | -          | -          | 172+   | 21+    |